# José Cruz Gálvez
José Cruz Gálvez är en ort i Mexiko.   Den ligger i kommunen Canatlán och delstaten Durango, i den centrala delen av landet, 800 km nordväst om huvudstaden Mexico City. José Cruz Gálvez ligger 1 976 meter över havet och antalet invånare är 241.
Terrängen runt José Cruz Gálvez är platt åt sydväst, men åt nordost är den kuperad. Runt José Cruz Gálvez är det mycket glesbefolkat, med 6 invånare per kvadratkilometer. José Cruz Gálvez är det största samhället i trakten. Trakten runt José Cruz Gálvez består i huvudsak av gräsmarker.